# Ferrocarril Salitrero de Tarapacá
El Ferrocarril Salitrero de Tarapacá (FCS) fue una red ferroviaria existente en la región de Tarapacá entre 1871 y 1951. Durante 50 años tuvo el monopolio del ferrocarril en dicha zona hasta que la Empresa de los Ferrocarriles del Estado construyó el Longitudinal Norte y el Ferrocarril de Iquique a Pintados, para finalmente absorber la red en 1950.

## Historia

### Antecedentes
Los inicios del ferrocarril en la zona de Tarapacá se remontan a la época en que el territorio formaba parte de Perú. El 1 de noviembre de 1860 el gobierno peruano otorgó la autorización a José María Costas y Federico Pezet para construir un ferrocarril entre Iquique y las oficinas salitreras del sector de La Noria, sin embargo dicha concesión caducó debido a que no se iniciaron las obras dentro del tiempo estipulado. El 27 de mayo de 1864 se entregó una nueva concesión para el mismo tramo a José Pickering y Avelino Orihuela, quienes el 21 de diciembre del mismo año obtuvieron otra concesión para construir una línea de ferrocarril entre Pisagua y Sal de Obispo. Ambas fueron declaradas inválidas en 1868.
El 11 de julio de 1868 fue otorgada una nueva concesión para construir un ferrocarril entre Iquique y La Noria, esta vez para Ramón Montero y Hermanos; en esa ocasión se estableció un privilegio de 25 años para que no se pudieran construir otras líneas entre ambas localidades, y que transcurridos 65 años el ferrocarril pasaría al Estado peruano. El 18 de mayo de 1869 recibieron una nueva concesión (con privilegio exclusivo de 25 años y 60 años de propiedad, posterior al cual pasaría al Estado), esta vez para construir un ferrocarril entre Pisagua y Zapiga y Sal de Obispo, incluyendo las oficinas salitreras que se encontraran hasta Pampa Negra y Negreiros por el sur. El 27 de octubre de 1871 obtuvieron una tercera concesión que contenía 2 ferrocarriles: el primero contemplaba todos los ramales que comunicaran a La Noria con las demás salitreras de la provincia de Tarapacá, y la otra contemplaba una extensión desde La Noria hasta la frontera con Bolivia.

### Construcción y expansión

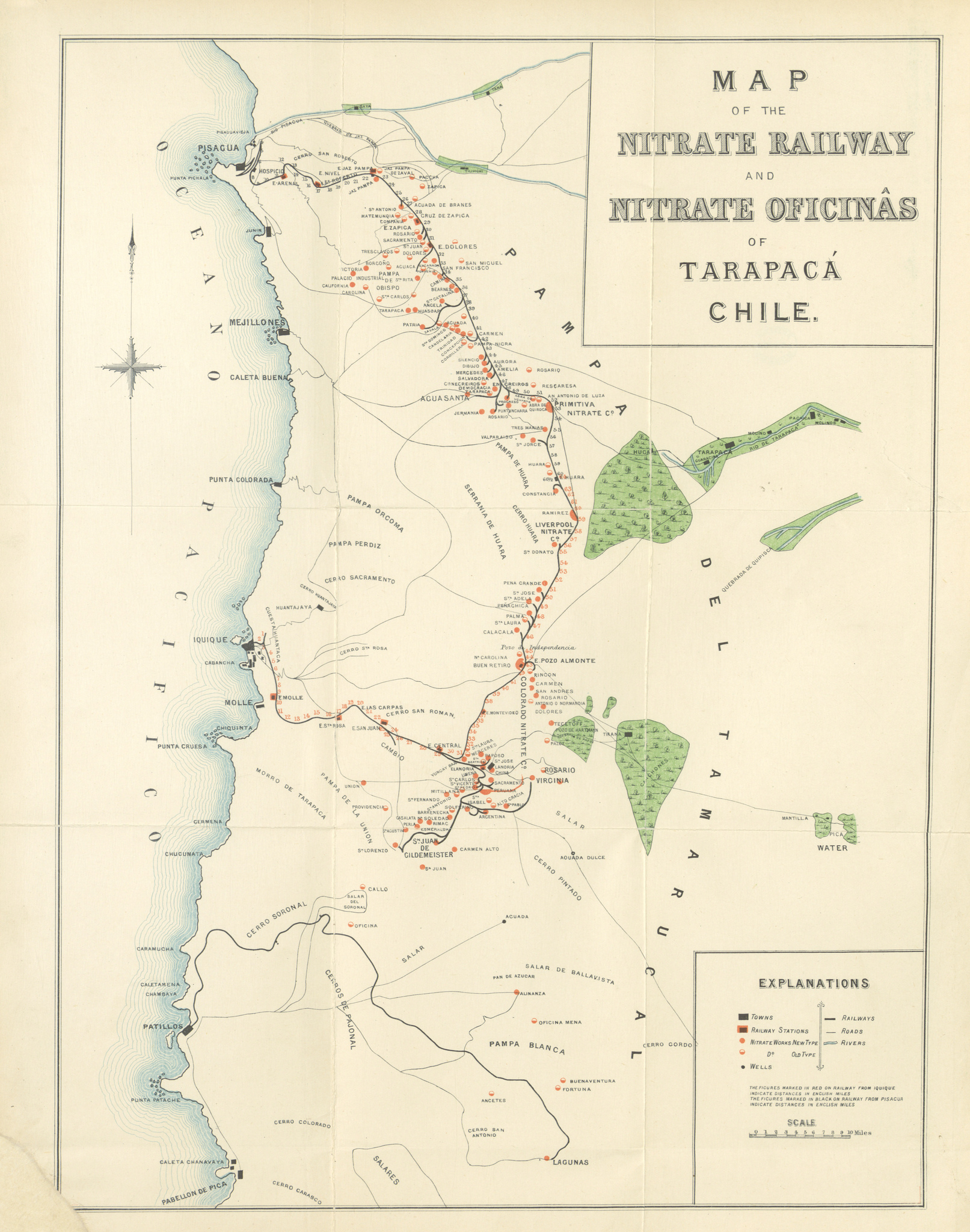
Mapa con las oficinas salitreras y la red del Ferrocarril Salitrero de Tarapacá en 1890.

El 16 de mayo de 1871 comenzó a operar el primer tramo del ferrocarril, entre Iquique y San Pablo, mientras que el 28 de julio del mismo año fue inaugurado oficialmente el servicio ferroviario entre Iquique y La Noria.
El 24 de diciembre de 1873 se estableció un contrato entre Montero y Hermanos con la recientemente creada Compañía Nacional de los Ferrocarriles Salitreros del Perú (registrada en Londres bajo el nombre National Nitrate Railways Company of Peru) —en la cual los hermanos Montero también eran accionistas— mediante el cual fueron vendidas las 3 líneas existentes, quedando fuera de la transacción la línea que conectaría La Noria con la frontera boliviana. El contrato fue reducido a escritura pública en el consulado peruano en Londres el 24 de enero de 1874 y fue aprobado inicialmente por el gobierno de Perú el 24 de octubre de 1874, siendo refrendado finalmente el 10 de febrero de 1879.
En abril de 1874 entraba en funcionamiento el tramo que conectaría la vía Pisagua-Zapiga con la vía Iquique-La Noria.
Producto del estallido de la Guerra del Pacífico, y con la ocupación de la zona de Tarapacá por parte de las tropas chilenas en noviembre de 1879, la línea del ferrocarril de Pisagua quedó bajo control militar, y desde el 11 de marzo de 1880 dicha línea junto con la de Iquique a La Noria estuvieron bajo la administración del delegado del gobierno de Chile, Aurelio Lastarria. El 22 de julio de 1881 las vías fueron devueltas a la National Nitrate Railways Company of Peru.
Una vez finalizada la Guerra del Pacífico, y con el territorio de Tarapacá anexado definitivamente a Chile, la empresa se vio enfrentada a una complicada situación financiera, lo que generó su reorganización, convirtiéndose el 23 de agosto de 1882 en The Nitrate Railways Co. Ltd., conocida en Chile como Ferrocarril Salitrero (FCS) o Ferrocarriles Salitreros de Tarapacá. En 1887 John Thomas North logró convertirse en accionista mayoritario de la empresa.
El 6 de mayo de 1890 fue adjudicado al Ferrocarril Salitrero la construcción de un nuevo tramo ferroviario que conectaba San Pablo con Lagunas, teniendo como punto intermedio la localidad de Pintados. Dicho tramo entró en funcionamiento en 1893. En 1898 el Ferrocarril de Cerro Gordo fue autorizado para extender sus vías desde la estación homónima hasta la oficina salitrera La Granja, conectando de esta manera con el Ferrocarril Salitrero para poder trasladar por sus vías el mineral hasta el puerto de Iquique. También existió desde 1872 el Ferrocarril de Patillos, que no logró finalizar su construcción y quedó abandonado faltando 20 km para llegar la oficina salitrera Esperanza de Lagunas, cercana a la estación Buenaventura del Ferrocarril Salitrero.
Hacia 1916 Santiago Marín Vicuña describía los Ferrocarriles Salitreros de Tarapacá de 2 formas diferentes:
- Una línea tronco entre Zapiga y Pintados, que formaba parte del Longitudinal Norte, y las respectivas líneas transversales que conformarían ramales.
- Una línea desde Iquique a Central y Zapiga; otra línea desde Central a Lagunas y sus ramales; y una tercera correspondiente a los demás ramales y desvíos.[12]

En 1927 fue inaugurado el tramo de vía férrea que conectó las localidades de Pozo Almonte y Gallinazos.

### Competencia con los Ferrocarriles del Estado
La inauguración del Ferrocarril de Iquique a Pintados en 1928, impulsado por el gobierno con el fin de romper el monopolio que poseía el Ferrocarril Salitrero sobre las oficinas ubicadas desde Huara al sur y que permitiera conectar directamente con el Longitudinal Norte, provocó por primera vez una competencia entre dos empresas ferroviarias por el transporte de salitre en la zona. Si bien en 1938 el Ferrocarril de Iquique a Pintados cobraba tarifas menores por el transporte de materias primas, el Ferrocarril Salitrero de Tarapacá continuaba movilizando la mayor cantidad de carga.
Aun cuando la Gran Depresión golpeó fuertemente a la economía chilena, y especialmente a la industria salitrera, el Ferrocarril Salitrero logró mantenerse algunas décadas más en funcionamiento. A medida que las concesiones originalmente entregadas durante el tiempo en que Tarapacá fue territorio peruano fueron venciendo (la primera de ellas ocurrió el 27 de julio de 1936), el ferrocarril se vio obligado a pagar derechos de uso de las vías al Estado chileno.
En 1950 las secciones que aún quedaban de los Ferrocarriles Salitreros de Tarapacá se fusionaron con el Ferrocarril de Iquique a Pintados —aun cuando la fusión se realizó de manera oficial el 21 de septiembre de 1951—, el cual ya había pasado a ser operado por la Empresa de los Ferrocarriles del Estado en 1943. Luego de dicha fusión las vías fueron convertidas a trocha métrica, ya que originalmente eran de ancho estándar.
Ya bajo el control de la Empresa de los Ferrocarriles del Estado, varias de las vías continuaron operando para el transporte de carga; la oficina salitrera Victoria, que fue la última que dejó de producir en 1979, utilizó para su último transporte de mineral las antiguas vías del Ferrocarril Salitrero hasta el puerto de Iquique. Varios tramos del ferrocarril fueron clasurados y sus estaciones suprimidas a partir de 1960: en marzo de 1961 fueron cerradas todas las estaciones entre Montevideo y Zapiga. Actualmente todas las vías que aun existen pertenecen a Ferronor luego de que la antigua Red Norte fuera privatizada y vendida.

## Trazado
De acuerdo a Santiago Marín Vicuña (1916), las estaciones del ferrocarril se podían dividir en 2 líneas: de Iquique a Pisagua, y un ramal desde Central a Lagunas. Las 2 líneas presentaban las siguientes estaciones:

### Iquique-Pisagua
| Estación       | Km  | Altura (m s. n. m.) |
| -------------- | --- | ------------------- |
| Iquique        | 0   | 8                   |
| Alto del Molle | 16  | 481                 |
| Santa Rosa     | 28  | 876                 |
| Las Carpas     | 31  | 934                 |
| Huemul         | 39  | 960                 |
| Central        | 47  | 982                 |
| Montevideo     | 59  | 1161                |
| Pozo Almonte   | 70  | 1028                |
| San Donato     | 89  | 1024                |
| Huara          | 103 | 1116                |
| Primitiva      | 113 | 1147                |
| Negreiros      | 123 | 1142                |
| Aguada         | 136 | 1134                |
| Santa Catalina | 141 | 1097                |
| Dolores        | 147 | 1119                |
| Zapiga         | 151 | 1118                |
| Jazpampa       | 162 | 1125                |
| Nivel          | 170 | 1101                |
| San Roberto    | 176 | 985                 |
| Arenal         | 185 | 651                 |
| Hospicio       | 191 | 337                 |
| Pisagua        | 201 | 2                   |

### Central-Lagunas
| Estación      | Km  | Altura (m s. n. m.) |
| ------------- | --- | ------------------- |
| Central       | 47  | 982                 |
| La Noria      | 54  | 1016                |
| San Antonio   | 62  | 1026                |
| Gallinazos    | 75  | 986                 |
| Pintados      | 97  | 777                 |
| Pan de Azúcar | 108 | -                   |
| Alianza       | 118 | 947                 |
| Buenaventura  | 124 | 948                 |
| Lagunas       | 142 | 850                 |

### Ramales y desvíos
Álvaro Titus describía en 1909 un total de 88 ramales y desvíos de la línea, que sumaban 210 km de longitud.

#### Línea Iquique-Pisagua
| Nombre                                        | Nombre                                        | Kilometraje desde Iquique (km) | Longitud (km) |
| --------------------------------------------- | --------------------------------------------- | ------------------------------ | ------------- |
| Desvío de seguridad en milla 1                | Desvío de seguridad en milla 1                | 1,26                           | 0,21          |
| Desvío Rinconada en milla 2                   | Desvío Rinconada en milla 2                   | 3,57                           | 9,20          |
| Desvío Hospicio-Iquique, milla 6              | Desvío Hospicio-Iquique, milla 6              | 9,54                           | 0,48          |
| Desvío en milla 14, Iquique                   | Desvío en milla 14, Iquique                   | 22,34                          | 0,92          |
| Ramal a Providencia                           | Ramal a oficina Providencia                   | 39,69                          | 14,6          |
| Ramal a Providencia                           | Ramal a oficina Cóndor                        | 43,53                          | 5,83          |
| Ramal a Providencia                           | Desvío al agua                                | 43,53                          | 0,11          |
| Ramal a Providencia                           | Ramal a oficina Pirineos                      | 52,59                          | 0,88          |
| Ramal a oficina Sebastopol                    | Ramal a oficina Sebastopol                    | 47,31                          | 1,59          |
| Desvío de lastre en milla 32                  | Desvío de lastre en milla 32                  | 49,92                          | 0,03          |
| Desvío en milla 40                            | Desvío en milla 40                            | 64,20                          | 0,19          |
| Ramal a oficina Sara                          | Ramal a oficina Sara                          | 70,10                          | 8,79          |
| Ramal a oficina Carmen Bajo                   | Ramal a oficina Carmen Bajo                   | 71,87                          | 0,69          |
| Ramal a oficina Buen Retiro                   | Ramal a oficina Buen Retiro                   | 70,92                          | 1,19          |
| Ramal a oficina Cala-Cala                     | Ramal a oficina Cala-Cala                     | 74,17                          | 1,18          |
| Ramal a oficina La Palma (nueva)              | Ramal a oficina La Palma (nueva)              | 76,04                          | 1,74          |
| Ramal a oficina La Palma (vieja)              | Ramal a oficina La Palma (vieja)              | 76,35                          | 1,05          |
| Desvío en milla 48½                           | Desvío en milla 48½                           | 77,65                          | 0,60          |
| Ramal a oficina Peña Chica                    | Ramal a oficina Peña Chica                    | 77,89                          | 3,22          |
| Ramal a oficina Keryma                        | Ramal a oficina Keryma                        | 80,55                          | 0,47          |
| Ramal a oficina San José                      | Ramal a oficina San José                      | 81,59                          | 0,81          |
| Ramal a oficina San Donato                    | Ramal a oficina San Donato                    | 88,05                          | 1,24          |
| Ramal a oficina Mapocho                       | Ramal a oficina Mapocho                       | 91,25                          | 0,75          |
| Ramal a oficina Ramírez (pulpería)            | Ramal a oficina Ramírez (pulpería)            | 94,15                          | 1,34          |
| Ramal a oficina Ramírez                       | Ramal a oficina Ramírez                       | 95,24                          | 1,06          |
| Ramal a oficina Santa Rosa de Huara           | Ramal a oficina Santa Rosa de Huara           | 102,10                         | 1,34          |
| Ramal a oficina San Jorge                     | Ramal a oficina San Jorge                     | 108,53                         | 1,63          |
| Ramal a oficina Tres Marías                   | Ramal a oficina Tres Marías                   | 109,82                         | 1,95          |
| Ramal a oficina Tránsito                      | Ramal a oficina Tránsito                      | 118,14                         | 0,98          |
| Desvío a ripios de oficina Josefina           | Desvío a ripios de oficina Josefina           | 120,31                         | 0,18          |
| Ramal a oficina Rosario de Negreiros          | Ramal a oficina Rosario de Negreiros          | 123,02                         | 5,67          |
| Ramal a oficina Libertad                      | Ramal a oficina Libertad                      | 131,58                         | 0,29          |
| Ramal a oficina Aguada                        | Ramal a oficina Aguada                        | 134,88                         | 4,50          |
| Ramal a oficina La Patria                     | Ramal a oficina La Patria                     | 137,84                         | 6,57          |
| Ramal a oficina Ángela                        | Ramal a oficina Ángela                        | 138,22                         | 2,72          |
| Ramal a oficina Santa Catalina                | Ramal a oficina Santa Catalina                | 141,01                         | 1,69          |
| Ramal a oficina Camiña                        | Ramal a oficina Camiña                        | 141,38                         | 1,14          |
| Ramal a oficina Santa Rita                    | Ramal a oficina Santa Rita                    | 146,74                         | 5,34          |
| Desvío a ripios de oficina Aragón             | Desvío a ripios de oficina Aragón             | 150,90                         | 0,16          |
| Ramal a oficina Hervatska                     | Ramal a oficina Hervatska                     | 150,96                         | 2,98          |
| Ramal a oficina San Patricio                  | Ramal a oficina San Patricio                  | 147,80                         | 0,92          |
| Ramal a oficina Sacramento                    | Ramal a oficina Sacramento                    | 149,73                         | 1,61          |
| Ramal a oficina Enriqueta                     | Ramal a oficina Enriqueta                     | 150,73                         | 0,90          |
| Desvío a ripios oficina San Antonio de Zapiga | Desvío a ripios oficina San Antonio de Zapiga | 156,30                         | 0,19          |
| Ramal a oficina Jazpampa                      | Ramal a oficina Jazpampa                      | 162,41                         | 0,72          |
| Triángulo en milla 20, Pisagua                | Triángulo en milla 20, Pisagua                | 168,37                         | 0,44          |
| Ramal a oficina Trinidad                      | Ramal a oficina Trinidad                      | 173,74                         | 7,56          |
| Desvío en milla 14, Pisagua                   | Desvío en milla 14, Pisagua                   | 179,37                         | 0,44          |
| Desvío en Pisagua Viejo                       | Desvío en Pisagua Viejo                       | 194,67                         | 0,40          |
| Desvío en milla 1, Pisagua                    | Desvío en milla 1, Pisagua                    | 199,56                         | 0,72          |

#### Ramal a Lagunas
| Nombre                          | Kilometraje desde Iquique (km) | Longitud (km) |
| ------------------------------- | ------------------------------ | ------------- |
| Ramal a oficina Paposo          | 49,71                          | 4,43          |
| Ramal a oficina Cholita         | 50,03                          | 1,84          |
| Ramal a oficina San Enrique     | 57,18                          | 1,35          |
| Ramal a oficina Peruana         | 57,18                          | 0,93          |
| Ramal a oficina San Pedro       | 58,55                          | 2,41          |
| Ramal a oficina Hansa           | 59,77                          | 0,71          |
| Ramal a oficina Palmira         | 61,52                          | 1,55          |
| Ramal a oficina Argentina       | 62,36                          | 3,19          |
| Desvío en Alto de San Pablo     | 66,70                          | 1,03          |
| Ramal a oficina San Pablo       | 67,51                          | 2,33          |
| Ramal a oficina Tarapacá        | 72,40                          | 0,68          |
| Ramal a oficina Iquique         | 72,64                          | 0,48          |
| Ramal a oficina Santa Elena     | 74,83                          | 10,00         |
| Ramal a oficina Virginia        | 77,77                          | 1,18          |
| Ramal a oficina Diana           | 83,57                          | 5,13          |
| Desvío en milla 54, Mosquitos   | 85,42                          | 0,63          |
| Ramal a Salinas Radich          | 86,61                          | 0,08          |
| Ramal a oficina Aurrerá         | 100,16                         | 1,51          |
| Ramal a oficina Pan de Azúcar   | 108,34                         | 11,12         |
| Ramal a oficina Alianza         | 117,80                         | 4,19          |
| Ramal a oficina Slavonia        | 124,30                         | 0,72          |
| Ramal a oficina Buena Ventura   | 124,55                         | 2,24          |
| Ramal a oficina La Granja       | 129,00                         | 12,39         |
| Ramal a oficina Lagunas Norte   | 143,23                         | 5,04          |
| Ramal a oficina Lagunas Central | 145,05                         | 2,41          |
| Ramal a oficina Lagunas Sur     | 145,05                         | 4,10          |
| Ramal a oficina Lagunas Salinas | 146,67                         | 0,15          |

#### Ramal de San Antonio
| Nombre                      | Kilometraje desde Iquique (km) | Longitud (km) |
| --------------------------- | ------------------------------ | ------------- |
| Ramal a oficina Cataluña    | 66,77                          | 4,84          |
| Desvío al agua              | 67,11                          | 0,24          |
| Ramal a oficina Santa Clara | 67,85                          | 2,58          |
| Ramal a oficina Santa Ana   | 69,10                          | 1,14          |
| Ramal a oficina La Perla    | 70,81                          | 0,93          |
| Ramal a oficina Esmeralda   | 71,31                          | 0,85          |
| Ramal a oficina San Agustín | 73,11                          | 0,77          |
| Ramal a oficina San Lorenzo | 75,35                          | 0,84          |
| Ramal a oficina Gloria      | 80,11                          | 13,07         |
| Desvío al agua              | 80,35                          | 0,08          |
| Ramal a oficina Santa Lucía | 81,83                          | 1,40          |